# Subida à Glória

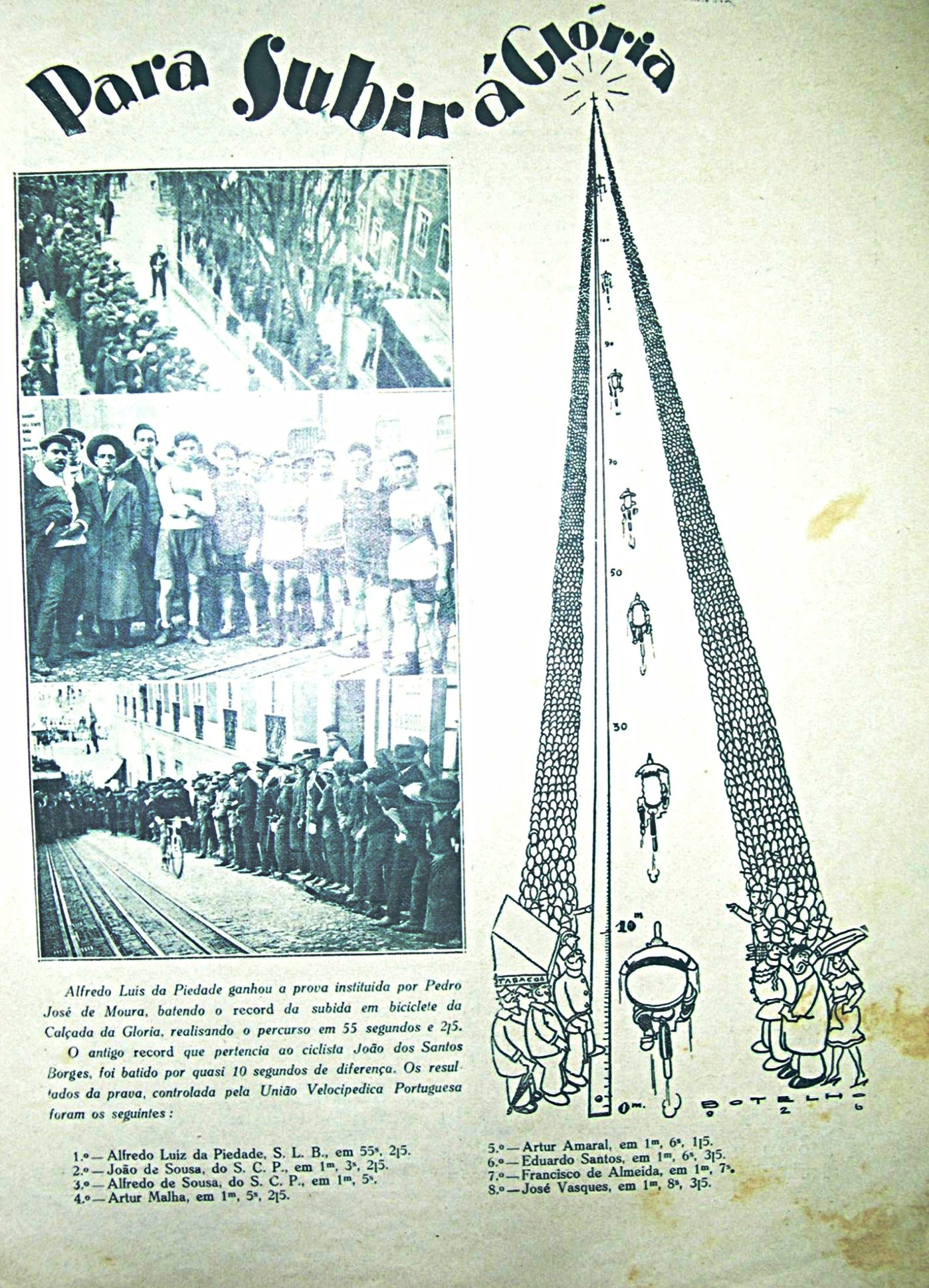
Subida à Glória 1926

A Subida à Glória é uma corrida de bicicletas que se realiza na calçada da Glória em Lisboa. A corrida é organizada pela Federação Portuguesa de Ciclismo, Associação de Ciclismo de Lisboa em parceria com a Câmara Municipal de Lisboa e a anuência da Companhia Carris de Ferro de Lisboa.

## Calçada da Glória
A Calçada do Elevador da Glória é uma rampa que liga a Baixa de Lisboa (Praça dos Restauradores) ao Bairro Alto (Jardim de São Pedro de Alcântara). Tem cerca de 265 metros de comprimento e um declive médio superior a 17%.

## História
No livro sobre A História do Ciclismo Português, Gil Moreira  refere que em 1910 José Moura subiu a calçada em bicicleta com o tempo de 1,23 minutos. Segundo o autor, ainda nesta década Alfredo Piedade muito jovem terá feito 1,10 minutos. Em 1926 a corrida é noticiada por vários jornais e ilustrada com fotografias que mostram a multidão a assistir ao espectáculo da subida. Todos os jornais noticiam que Alfredo Luís Piedade, do Sport Lisboa e Benfica, faz 55 segundos na subida da Glória. 
Cem anos depois das primeiras disputas, a organização da International Cycling History Conference de Lisboa 2013 propôs à UVP-FPC a realização da Corrida da Glória para dar a conhecer a história das corridas de bicicleta de Lisboa nas primeiras décadas do século XX e a corrida aconteceu na noite de 17 de Maio. 

## A corrida de 2013

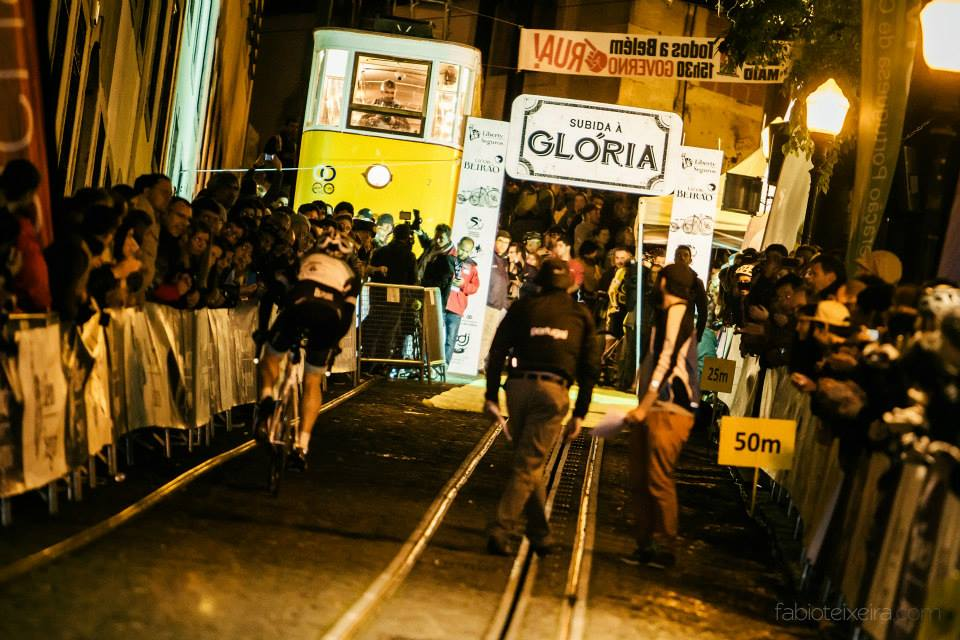
Subida da Glória 2013

A corrida noturna de 2013 teve como ingredientes o desafio de subir a rampa íngreme, numa via em que dificuldade eram as linhas de carris mais o piso escorregadio, resultado da chuva e do óleo do pavimento. Para vencer a corrida tem de se obter o melhor tempo de contrarrelógio. Depois, os quatro melhores ciclistas competem em semifinais e finais de sistema de knockout uns contra os outros.
Na Subida à Glória de 2013 entre os 150 participantes, profissionais e amadores, tomaram parte na corrida o presidente da Federação de Ciclismo Português e ex-ciclista, Delmino Pereira, o selecionador nacional José Poeira e o vencedor de 4 Voltas a Portugal Marco Chagas. O vencedor foi Ricardo Marinheiro, Junior vice-Campeão do Mundo de montanha de 2009, com o novo recorde de 39,77 segundos, nas mulheres ganhou a campeã de estrada de Juniores de 2011, Ana Azenha, com 1,06 minutos, seguida de Filipa Fernandes.

## Galeria de imagens

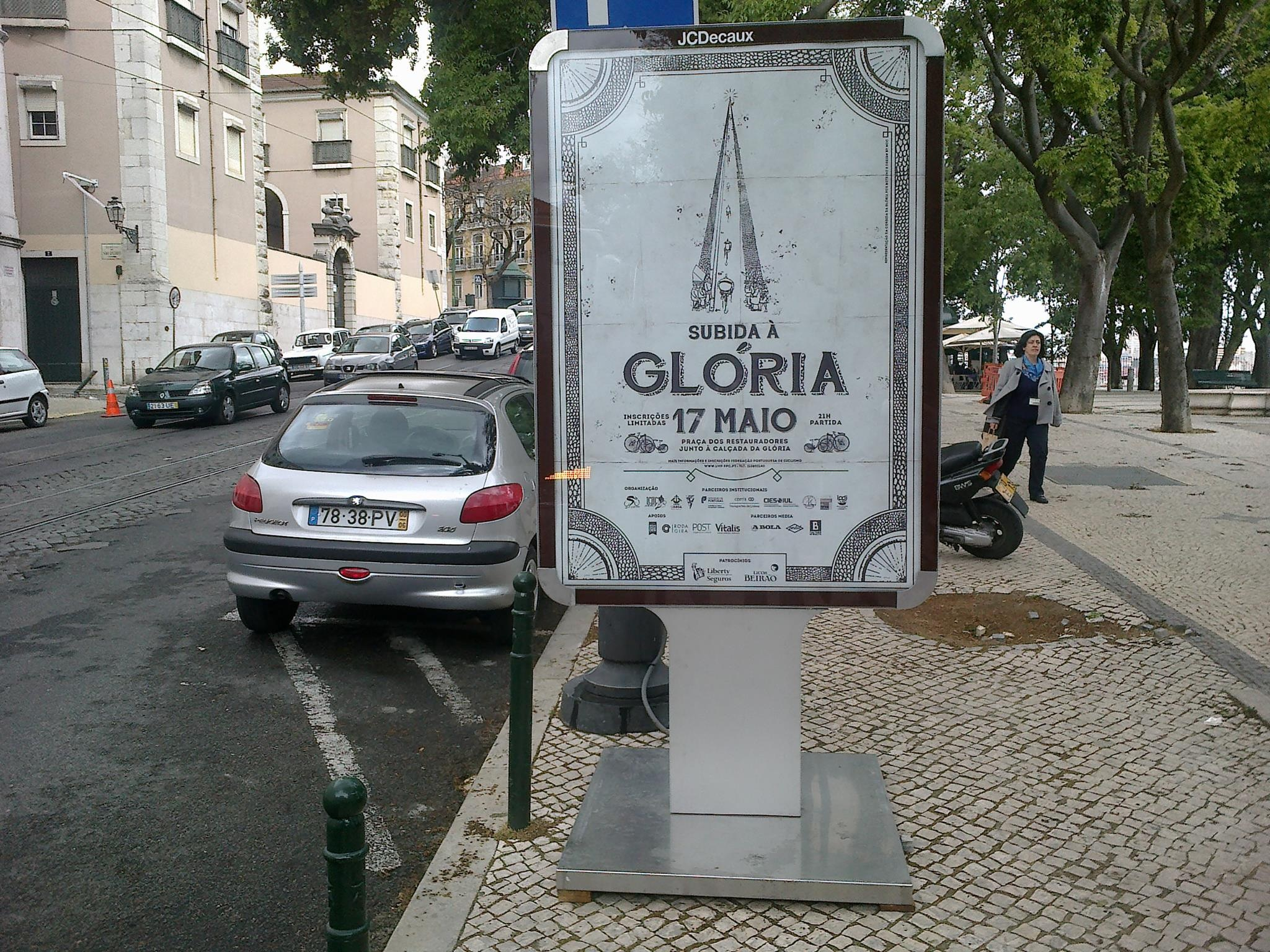
Cartaz de publicidade à Subida da Glória 2013
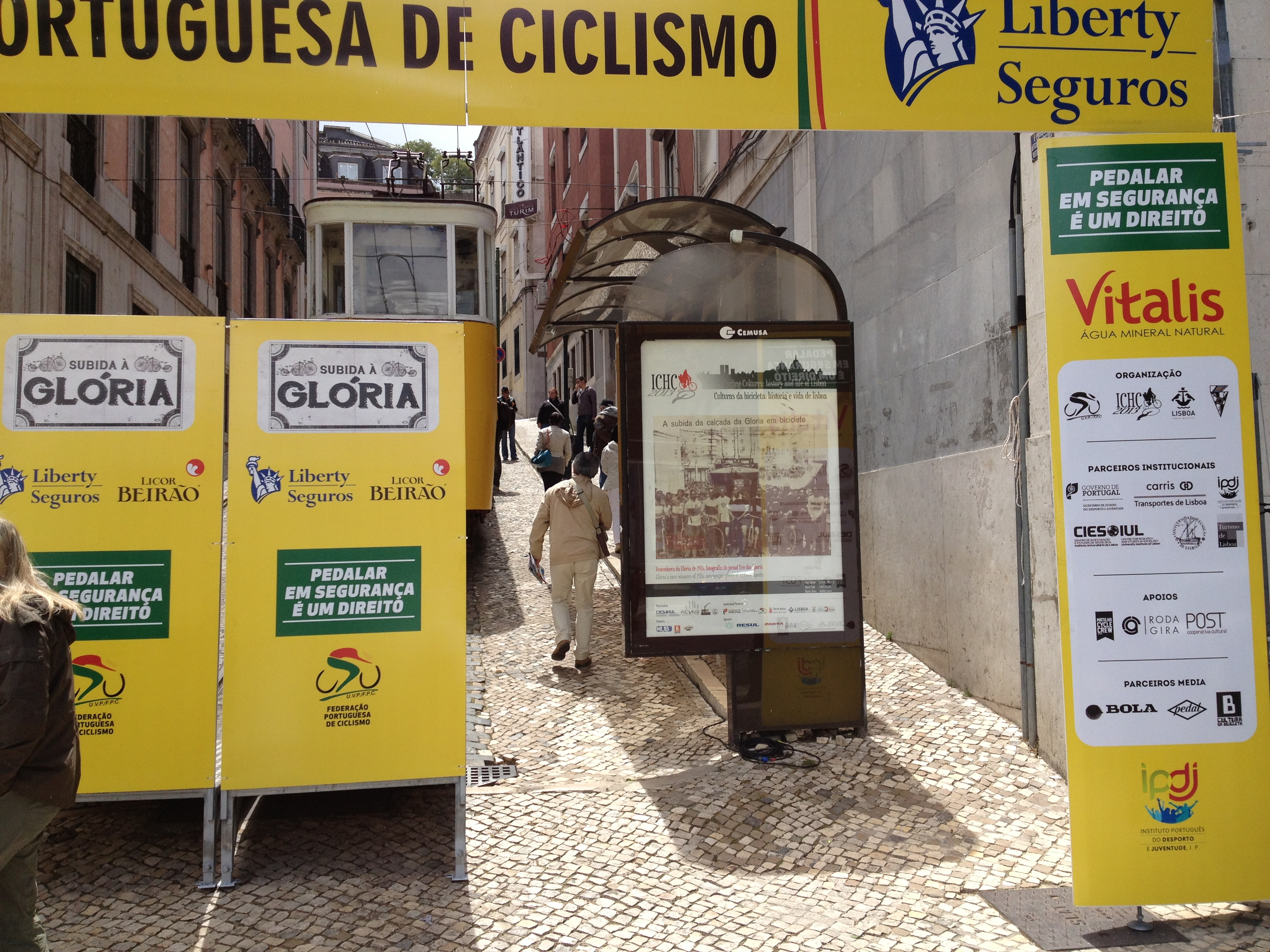
Preparação da Subida à Glória
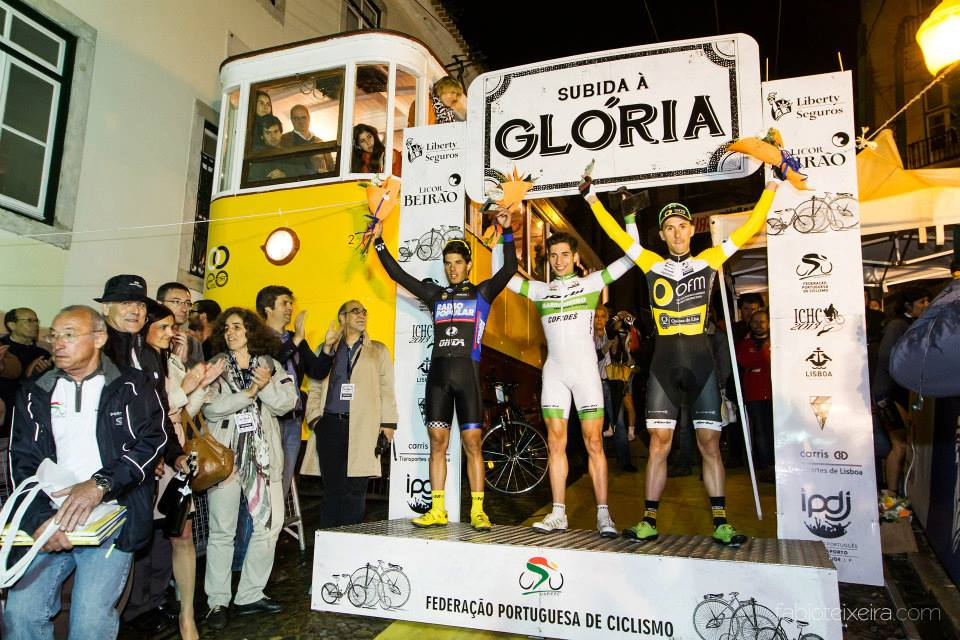
Vencedores 2013
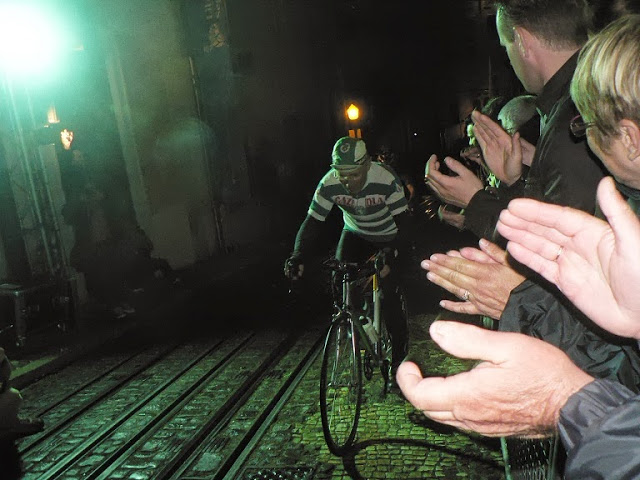
Leonel Miranda
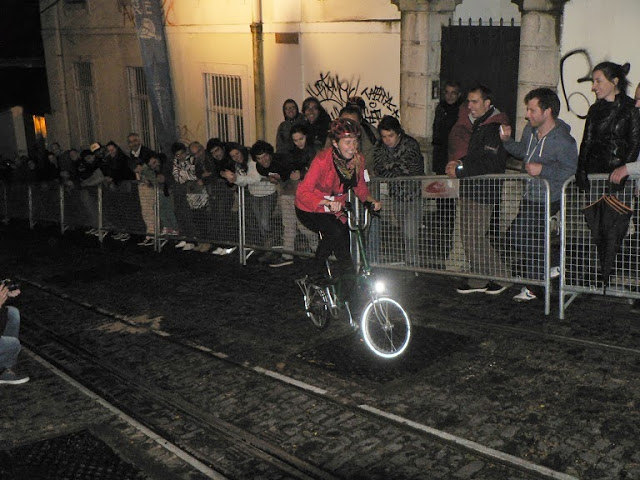
Elisa Canário
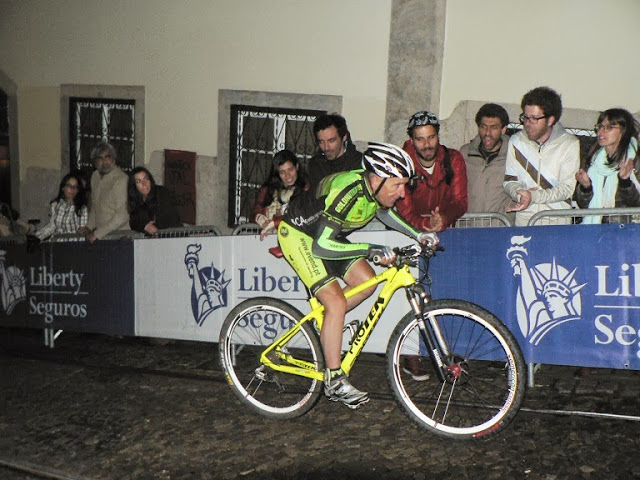
Marco Chagas
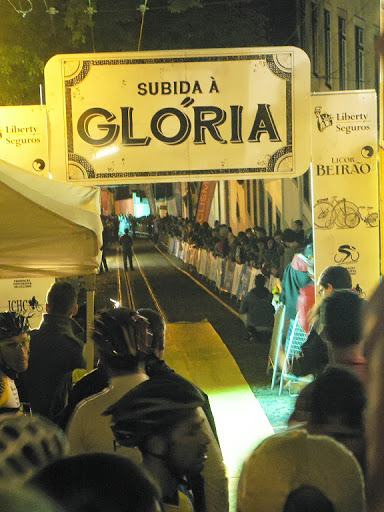
Chegada à Glória
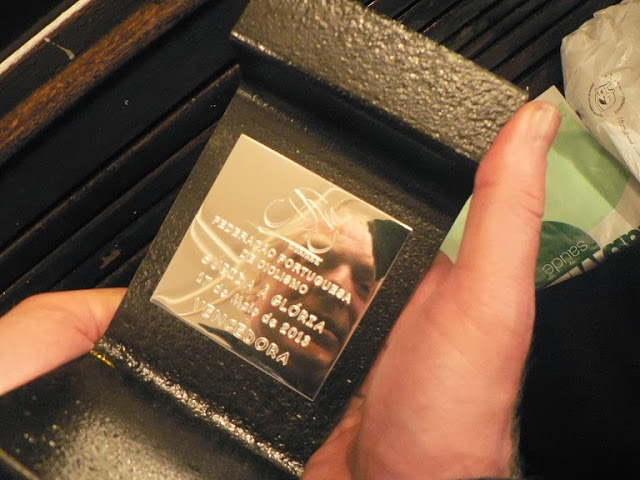
Prémio, um pedaço de carril
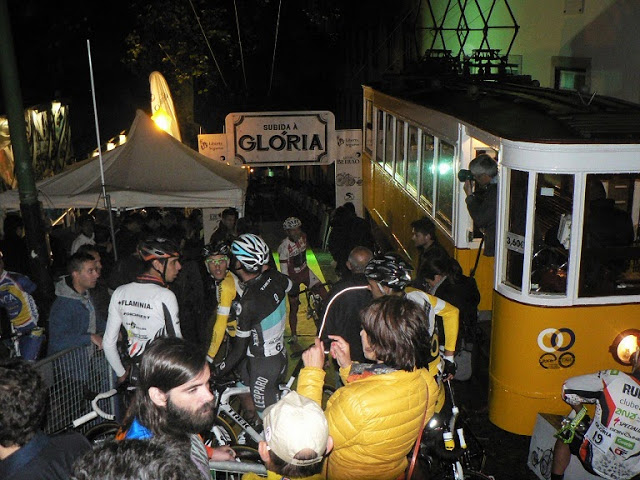
O ambiente

## Lista dos vencedores

### Homens
- 1910  Portugal Pedro José de Moura (1 min, 23 segs)
- 1913  Portugal Alfredo Piedade
- 1924  Portugal Alfredo Piedade
- 1925  Portugal João Santos Borges
- 1926  Portugal Alfredo Piedade (55 segs)
- 2013  Portugal Ricardo Marinheiro (39,77 segs)

### Mulheres
- 2013  Portugal  Ana Azenha (1 min, 6 segs)